# カイル・フリーランド
カイル・リチャード・フリーランド（Kyle Richard Freeland, 1993年5月14日 - ）は、アメリカ合衆国コロラド州デンバー出身のプロ野球選手（投手）。左投左打。MLBのコロラド・ロッキーズ所属。

## 経歴

### プロ入り前
1993年にコロラド州デンバーで生まれ、同年に創設されたコロラド・ロッキーズのファンとして育つ。
2011年のMLBドラフト35巡目（全体1081位）でフィラデルフィア・フィリーズから指名されたが、この時は入団せずにエバンズビル大学へ進学した。

### プロ入りとロッキーズ時代
2014年のMLBドラフト1巡目（全体8位）でロッキーズから指名され、プロ入り。契約後、傘下のパイオニアリーグのルーキー級グランドジャンクション・ロッキーズでプロデビュー。A級アッシュビル・ツーリスツでもプレーし、2球団合計で10試合に先発登板して3勝0敗、防御率1.15、33奪三振を記録した。
2015年はルーキー級グランドジャンクションとA+級モデスト・ナッツでプレーし、2球団合計で9試合に先発登板して3勝2敗、防御率4.05、28奪三振を記録した。オフにはアリゾナ・フォールリーグに参加し、ソルトリバー・ラフターズに所属した。
2016年はAA級ハートフォード・ヤードゴーツとAAA級アルバカーキ・アイソトープスでプレーし、26試合に先発登板して11勝10敗、防御率3.89、108奪三振を記録した。
2017年4月2日にメジャー契約を結んで開幕25人枠入りした。同じく新人のアントニオ・センザテラらと共に開幕から先発ローテーション入りし、本拠地クアーズ・フィールドでの開幕戦となった4月7日のロサンゼルス・ドジャース戦にて先発でメジャー初登板すると、6回1失点の好投で初勝利を挙げた。ちなみに故郷での本拠地開幕戦でデビューして勝利投手になったのは、1966年にカンザスシティ・アスレチックス（現：オークランド・アスレチックス）のチャック・ドブソン（ミズーリ州カンザスシティ出身）が記録して以来、51年ぶりだった。7月10日の本拠地でのシカゴ・ホワイトソックス戦では、9回一死まで無安打で抑えるも、126球目でメルキー・カブレラに安打を許し、同球場での野茂英雄以来21年ぶり2度目のノーヒットノーランは惜しくも達成できなかった。33試合（先発28試合）に登板し、11勝11敗、防御率4.10、107奪三振を記録し、オフの新人王の投票では7位に入った。
2018年は33試合に先発登板で173奪三振を記録し、チーム最多となる17勝に加え、ロッキーズの球団記録となるシーズン防御率2.85の好成績を残した。
2019年は絶不調に陥り、22試合の先発登板で自身最少となる3勝11敗、防御率は6.73と前年の活躍からは見る影もなく、79奪三振と大きく成績を落とした。
2020年は試合数の減少もあり、13試合の先発登板はリーグ最多となり、2勝3敗、防御率4.33、46奪三振を記録した。
2021年は23試合の先発登板で7勝8敗、防御率4.33、105奪三振を記録した。
2022年は自身2度目となる開幕投手に選出された。4月19日に5年総額6450万ドルで契約延長したことが発表された。オプションとして2022年、または2023年シーズンのどちらかでサイ・ヤング賞投票で上位5位以内に入った際には、2024年以降に行使できるオプトアウトが契約に上乗せされる。また、2026年シーズンに170イニング以上登板した際には、2027年の1年総額1700万ドルが保証される。この年は31試合に先発登板して174.2イニングを投げ、9勝11敗、防御率4.53、131奪三振を記録した。
2023年はシーズン開幕前の2月14日に辞退したネスター・コーテズの代替選手として第5回ワールド・ベースボール・クラシック（WBC）のアメリカ合衆国代表に選出された。この年はシーズンの大半で速球の球速が著しく低下し、好投した時も味方の援護に恵まれず、29試合に先発登板して155.2イニングを投げ、6勝14敗、防御率5.03、94奪三振という成績に留まった。
2024年は2年ぶり自身3度目となる開幕投手に選出された。4月19日に左肘の肉離れで故障者リストに入り、6月23日のワシントン・ナショナルズ戦で復帰した。この年は21試合に先発登板して113.1イニングを投げ、5勝8敗、防御率5.24、85奪三振を記録した。
2025年は2年連続自身4度目となる開幕投手に選出された。

## 選手としての特徴
スリークォーターから、最速95.4mph（約153.5km/h）・平均92mph（約148km/h）の速球（フォーシーム・シンカー）を中心に、平均86mph（約138km/h）のスライダー、平均86mph（約138km/h）チェンジアップを投げる。

## 詳細情報

### 年度別投手成績
| 年 度    | 球 団    | 登 板 | 先 発 | 完 投 | 完 封 | 無 四 球 | 勝 利 | 敗 戦 | セ 丨 ブ | ホ 丨 ル ド | 勝 率 | 打 者 | 投 球 回 | 被 安 打 | 被 本 塁 打 | 与 四 球 | 敬 遠 | 与 死 球 | 奪 三 振 | 暴 投 | ボ 丨 ク | 失 点 | 自 責 点 | 防 御 率 | W H I P |
| -------- | -------- | ----- | ----- | ----- | ----- | -------- | ----- | ----- | -------- | ----------- | ----- | ----- | -------- | -------- | ----------- | -------- | ----- | -------- | -------- | ----- | -------- | ----- | -------- | -------- | ------- |
| 2017     | COL      | 33    | 28    | 0     | 0     | 0        | 11    | 11    | 0        | 0           | .500  | 688   | 156.0    | 169      | 17          | 63       | 4     | 8        | 107      | 1     | 2        | 78    | 71       | 4.10     | 1.49    |
| 2018     | COL      | 33    | 33    | 0     | 0     | 0        | 17    | 7     | 0        | 0           | .708  | 844   | 202.1    | 182      | 17          | 70       | 2     | 6        | 173      | 2     | 0        | 64    | 64       | 2.85     | 1.25    |
| 2019     | COL      | 22    | 22    | 0     | 0     | 0        | 3     | 11    | 0        | 0           | .214  | 473   | 104.1    | 126      | 25          | 39       | 3     | 2        | 79       | 4     | 0        | 85    | 78       | 6.73     | 1.58    |
| 2020     | COL      | 13    | 13    | 0     | 0     | 0        | 2     | 3     | 0        | 0           | .400  | 304   | 70.2     | 77       | 9           | 23       | 0     | 3        | 46       | 0     | 0        | 34    | 34       | 4.33     | 1.42    |
| 2021     | COL      | 23    | 23    | 0     | 0     | 0        | 7     | 8     | 0        | 0           | .500  | 515   | 120.2    | 133      | 20          | 38       | 1     | 4        | 105      | 1     | 0        | 59    | 58       | 4.33     | 1.42    |
| 2022     | COL      | 31    | 31    | 0     | 0     | 0        | 9     | 11    | 0        | 0           | .450  | 766   | 174.2    | 193      | 19          | 53       | 0     | 16       | 131      | 4     | 0        | 96    | 88       | 4.53     | 1.41    |
| 2023     | COL      | 29    | 29    | 0     | 0     | 0        | 6     | 14    | 0        | 0           | .300  | 677   | 155.2    | 187      | 29          | 42       | 0     | 1        | 94       | 2     | 0        | 96    | 87       | 5.03     | 1.47    |
| 2024     | COL      | 21    | 21    | 0     | 0     | 0        | 5     | 8     | 0        | 0           | .385  | 490   | 113.1    | 134      | 22          | 26       | 0     | 1        | 85       | 1     | 0        | 73    | 66       | 5.24     | 1.41    |
| MLB：8年 | MLB：8年 | 205   | 200   | 0     | 0     | 0        | 60    | 73    | 0        | 0           | .451  | 4757  | 1097.2   | 1201     | 158         | 354      | 10    | 41       | 820      | 15    | 2        | 585   | 546      | 4.48     | 1.42    |

- 2024年度シーズン終了時
- 太字はリーグ最高

### WBCでの投手成績
| 年 度 | 代 表          | 登 板 | 先 発 | 勝 利 | 敗 戦 | セ ｜ ブ | 打 者 | 投 球 回 | 被 安 打 | 被 本 塁 打 | 与 四 球 | 敬 遠 | 奪 三 振 | 暴 投 | ボ ｜ ク | 失 点 | 自 責 点 | 防 御 率 |
| ----- | -------------- | ----- | ----- | ----- | ----- | -------- | ----- | -------- | -------- | ----------- | -------- | ----- | -------- | ----- | -------- | ----- | -------- | -------- |
| 2023  | アメリカ合衆国 | 2     | 0     | 0     | 0     | 0        | 22    | 6.0      | 3        | 1           | 2        | 0     | 5        | 0     | 0        | 2     | 2        | 3.00     |

### 年度別守備成績
投手守備
| 年 度 | 球 団 | 投手（P） | 投手（P） | 投手（P） | 投手（P） | 投手（P） | 投手（P） |
| 年 度 | 球 団 | 試 合     | 刺 殺     | 補 殺     | 失 策     | 併 殺     | 守 備 率  |
| ----- | ----- | --------- | --------- | --------- | --------- | --------- | --------- |
| 2017  | COL   | 33        | 3         | 32        | 3         | 2         | .921      |
| 2018  | COL   | 33        | 1         | 18        | 0         | 3         | 1.000     |
| 2019  | COL   | 22        | 3         | 12        | 1         | 1         | .938      |
| 2020  | COL   | 13        | 3         | 11        | 1         | 1         | .933      |
| 2021  | COL   | 23        | 5         | 10        | 0         | 3         | 1.000     |
| 2022  | COL   | 31        | 2         | 14        | 0         | 0         | 1.000     |
| 2023  | COL   | 29        | 5         | 12        | 0         | 2         | 1.000     |
| 2024  | COL   | 21        | 2         | 9         | 1         | 0         | .917      |
| MLB   | MLB   | 205       | 24        | 118       | 6         | 12        | .959      |

外野守備
| 年 度 | 球 団 | 右翼（RF） | 右翼（RF） | 右翼（RF） | 右翼（RF） | 右翼（RF） | 右翼（RF） |
| 年 度 | 球 団 | 試 合      | 刺 殺      | 補 殺      | 失 策      | 併 殺      | 守 備 率   |
| ----- | ----- | ---------- | ---------- | ---------- | ---------- | ---------- | ---------- |
| 2021  | COL   | 1          | 0          | 0          | 0          | 0          | ----       |
| MLB   | MLB   | 1          | 0          | 0          | 0          | 0          | ----       |

- 2024年度シーズン終了時
- 各年度の太字はリーグ最高

### 背番号
- 31（2017年）
- 21（2018年 - ）

### 代表歴
- 2023 ワールド・ベースボール・クラシック・アメリカ合衆国代表